# إجماعية
الإجماعية (بالفرنسية: Unanimisme) هي حركة في الأدب الفرنسي بدأها جول رومان في أوائل القرن العشرين، مع كتابه الأول الحياة الإجماعية (بالفرنسية: La vie unanime) الذي نُشر عام 1904. يمكن إرجاعها إلى التصور المفاجئ الذي كان لدى رومان في أكتوبر 1903 عن «الروح الجماعية» أو «الحياة النفسية» المشتركة في جماعات الناس. وهو يعتمد على أفكار الضمير الجمعي والعاطفة الجماعية، وعلى سلوك الحشود، حيث يقوم أعضاء المجموعة بفعل أو التفكير في شيء ما في وقت واحد. الإجماعية هي اندماج فني مع هذه الظواهر الجماعية، التي تتجاوز وعي الفرد.